# 蘇霖 (清朝)
蘇霖，顺天府宛平县人，清朝政治人物、进士出身。
顺治四年，登进士，官至浙江溫處道。